# Liste der denkmalgeschützten Objekte in Vorau
Die Liste der denkmalgeschützten Objekte in Vorau enthält die 13 denkmalgeschützten, unbeweglichen Objekte der Gemeinde Vorau.

## Denkmäler
| Foto |                 | Denkmal | Standort                                 | Beschreibung | Metadaten |
| ---- | --------------- | --- | ---------------------------------------- | --- | --- |
| ja   | Datei hochladen | Kath. Pfarrkirche hl. Nikolaus HERIS-ID: 69424 Objekt-ID: 82507                                                   | Reinberg Standort KG: Reinberg           | Bei der zur Pfarre Vorau gehörenden Filialkirche hl. Nikolaus handelt es sich um die ursprüngliche Kapelle einer Ende des 12. Jahrhunderts erbauten Burg, die schon im 15. Jahrhundert verfiel. Von der Burg sind nur noch zwei Gräben und ein Turmrest erkennbar. Die Kirche ist ein frühgotischer Bau mit barocken Erweiterungen und wurde 1970/71 einer Gesamtrestauration unterzogen. Das saalartige Kirchenschiff trägt eine Flachdecke, der eingezogene, quadratische Altarraum mit einem kräftigen Kreuzrippengewölbe auf Eckkonsolen stammt aus dem 14. Jahrhundert. Am Triumphbogen ist das Wappen des Stiftes Vorau angebracht. Außen an den Wänden des Schiffs gotische Konsolen eines ehemaligen Vordachs. Im Barock wurde eine Sakristei angebaut und Fenster und Türen verändert. Die Deckenmalerei stammt aus dem ersten Viertel des 18. Jahrhunderts und zeigt die Krönung Mariens und die hl. Dreifaltigkeit, unterhalb die Heiligen Ulrich, Markus und Nikolaus, sowie Putten im Chor. Noch vorhandene gotische Altarreste wurden ins Stift verbracht, Figuren der Apostelfürsten und 2 Heiligenbilder aus dem 18. Jahrhundert sind noch vorhanden. Anlässlich der Restaurierung 1971 wurde ein neuer Altar aufgestellt sowie das Altarkreuz und die Sakristeitür vom akad. Maler Franz Weiss neu gestaltet. | BDA-Hist.: Q38122383 Status: § 2a Stand der BDA-Liste: 2025-06-30 Name: Kath. Pfarrkirche hl. Nikolaus GstNr.: .83 |
| ja   | Datei hochladen | Sonstiges Rechtsdenkmal, Galgen HERIS-ID: 70578 Objekt-ID: 83699                                                  | Bahnhofstraße Standort KG: Vorau         | | BDA-Hist.: Q38125448 Status: § 2a Stand der BDA-Liste: 2025-06-30 Name: Sonstiges Rechtsdenkmal, Galgen GstNr.: 2/34 |
| ja   | Datei hochladen | Figurenbildstock hl. Johannes Nepomuk HERIS-ID: 70560 Objekt-ID: 83681                                            | vor Griesplatz 12 Standort KG: Vorau     | | BDA-Hist.: Q38125411 Status: § 2a Stand der BDA-Liste: 2025-06-30 Name: Figurenbildstock hl. Johannes Nepomuk GstNr.: 444/2 |
| ja   | Datei hochladen | Kath. Filialkirche Marktkirche hl. Ägydius HERIS-ID: 51943 Objekt-ID: 57776                                       | bei Hackhofergasse 74 Standort KG: Vorau | Bischof Roman von Gurk weihte 1149 dem hl. Apostel Thomas ein Kirchlein in Vorau. Nachdem ein Brand die Stiftskirche zerstörte wurde 1237 (bis 1783) die Marktkirche zur Pfarrkirche. Von 1998 bis 2001 wurde eine Innenrenovierung und Neugestaltung durchgeführt. Altar und Ambo sind vom Vorauer Künstler Wolfgang Rahs. | BDA-Hist.: Q38048194 Status: § 2a Stand der BDA-Liste: 2025-06-30 Name: Kath. Filialkirche Marktkirche hl. Ägydius GstNr.: .78 Marktkirche Vorau |
| ja   | Datei hochladen | Pfarrhof HERIS-ID: 70556 Objekt-ID: 83677                                                                         | Hackhofergasse 74 Standort KG: Vorau     | | BDA-Hist.: Q38125384 Status: § 2a Stand der BDA-Liste: 2025-06-30 Name: Pfarrhof GstNr.: .77 |
| ja   | Datei hochladen | Ottokar Kernstock Denkmal HERIS-ID: 70557 Objekt-ID: 83678                                                        | vor Hackhofergasse 74 Standort KG: Vorau | Das Denkmal ist dem österreichischen Dichter, Priester und Augustiner-Chorherrn Ottokar Kernstock gewidmet. Es wurde im November 1938 enthüllt, im Krieg beschädigt und 1949 von Hans Schaggl restauriert. | BDA-Hist.: Q38125393 Status: § 2a Stand der BDA-Liste: 2025-06-30 Name: Ottokar Kernstock Denkmal GstNr.: 325 |
| ja   | Datei hochladen | Kath. Kreuzkirche/Friedhofskirche, Kirchhofmauer und integrierte Nischenkapellen HERIS-ID: 51942 Objekt-ID: 57775 | neben Kringstraße 458 Standort KG: Vorau | Die Kreuzkirche wurde 1445 geweiht, 1635 erweitert (Langhaus und Turm) und 1710 zur kreuzförmigen Anlage ausgebaut. | BDA-Hist.: Q38048190 Status: § 2a Stand der BDA-Liste: 2025-06-30 Name: Kath. Kreuzkirche/Friedhofskirche, Kirchhofmauer und integrierte Nischenkapellen GstNr.: .108/1, 134, .119 Kreuzkirche, Vorau |
| ja   | Datei hochladen | Bildstock HERIS-ID: 70559 Objekt-ID: 83680                                                                        | bei Kringstraße 149 Standort KG: Vorau   | Die spätgotische Lichtsäule in der Wiener Straße stammt aus der zweiten Hälfte des 15. Jahrhunderts. | BDA-Hist.: Q38125402 Status: § 2a Stand der BDA-Liste: 2025-06-30 Name: Bildstock GstNr.: 445 |
| ja   | Datei hochladen | Wegkapelle HERIS-ID: 70573 Objekt-ID: 83694                                                                       | Mühlweg Standort KG: Vorau               | | BDA-Hist.: Q38125441 Status: § 2a Stand der BDA-Liste: 2025-06-30 Name: Wegkapelle GstNr.: 160/2 Wegkapelle Mühlweg, Vorau |
| ja   | Datei hochladen | Mariensäule HERIS-ID: 70562 Objekt-ID: 83683                                                                      | vor Rathausplatz 43 Standort KG: Vorau   | Die Mariensäule vor dem Rathaus wurde 1722 aufgestellt. | BDA-Hist.: Q38125421 Status: § 2a Stand der BDA-Liste: 2025-06-30 Name: Mariensäule GstNr.: 444/1 |
| ja   | Datei hochladen | Rathaus HERIS-ID: 57562 Objekt-ID: 67761                                                                          | Rathausplatz 43 Standort KG: Vorau       | Das Rathaus ist ein stattliches, zweigeschoßiges Gebäude mit zwei Zinnengiebeln, einem Steinportal und steinernen Fensterumrahmungen und stammt aus der zweiten Hälfte des 16. Jahrhunderts, und nicht aus dem Jahre 1453, wie irrig auf der Fassade bezeichnet. | BDA-Hist.: Q38077269 Status: § 2a Stand der BDA-Liste: 2025-06-30 Name: Rathaus GstNr.: .50/1 Rathaus Vorau |
| ja   | Datei hochladen | Anlage Augustinerchorherrenstift Vorau HERIS-ID: 81120 Objekt-ID: 94881                                           | Vorau 1, u. a. Standort KG: Vorau        | Eine einheitliche Neugestaltung der Stiftstrakte erfolge von 1625 bis Mitte des 18. Jahrhunderts. Die Stiftskirche wurde unter Belassung der Türme 1660 bis 1662 neu errichtet und der Chor 1699 verlängert. | BDA-Hist.: Q770954 Status: § 2a Stand der BDA-Liste: 2025-06-30 Name: Anlage Augustinerchorherrenstift Vorau GstNr.: .26, .27/1, .27/2, .27/3, .27/4, .28/1, .28/2, .29, .30, .144, .145, 253/1, 253/2, 255, 256/1, 257/1, 257/2, 257/3, 258/2, 259/1, 259/2, 261/1, 261/2, 261/5, 261/6, 262 Stift Vorau |
| ja   | Datei hochladen | Brandlkapelle auf dem Tommer HERIS-ID: 70581 Objekt-ID: 83702seit 2019                                            | bei Vornholz 14 Standort KG: Vornholz    | Die Brandlkapelle, ein Bildstock, stammt aus dem 1. Viertel des 18. Jahrhunderts und wurde vom Stiftsmaler Johann Cyriak Hackhofer gestaltet. 2014 wurde sie von Claudio Bizzari und Valentin Schaunigg restauriert. | BDA-Hist.: Q105646523 Status: Bescheid Stand der BDA-Liste: 2025-06-30 Name: Brandlkapelle auf dem Tommer GstNr.: 998/4 |